# 結婚しない男
『結婚しない男』（けっこんしないおとこ、Paternity）は、1981年のアメリカ合衆国のロマンティック・コメディ映画。
監督はデヴィッド・スタインバーグ、出演はバート・レイノルズとビヴァリー・ダンジェロなど。
結婚はしたくないが子供だけは欲しいと考えたプレイボーイの中年男性と彼の子供を産むために雇われた女性を描いている。

## ストーリー
44歳になった独身主義のプレイボーイ、バディはふとしたことから子供が欲しいと思うようになる。しかし結婚はしたくないので、子供を産むだけの女性を雇うことにする。
紆余曲折の末、バディはウェイトレスのマギーと契約し、無事マギーはバディの子供を妊娠する。するとバディは子供が心配だからとマギーの食事にまで口を出し、更には自分の目が届くようにとマギーを自分の家に同居させる。奇妙な同居生活の中で、マギーは次第にバディに惹かれて行くが、バディの女遊びが止まないことから、子供を生んでもバディには渡さないと出て行ってしまう。
マギーに去られたバディは、そこではじめてマギーを愛していたことに気付き、マギーにプロポーズする。2人は結ばれ、その後、何人もの子をもうける。

## キャスト
- バディ・エバンス: バート・レイノルズ - 会社重役。44歳。プレイボーイだが独身主義。
- マギー・ハーデン: ビヴァリー・ダンジェロ - ウェイトレス。バディの子供を生む契約を結ぶ。
- ラリー: ノーマン・フェル - 医師。バディの親友。
- カート: ポール・ドゥーリイ - 弁護士。バディの親友。
- ソフィア・サッチャー: エリザベス・アシュレイ（英語版） - バディの恋人の1人。
- ジェニー・ロフトン: ローレン・ハットン - インテリアデザイナー。
- セリア: ファニタ・ムーア

## 作品の評価
第2回ゴールデンラズベリー賞において主題歌『Baby Talk』が最低主題歌賞を受賞している。